# Inyección electrónica
La inyección electrónica es una forma de inyección de combustible para motores de gasolina, en los cuales lleva ya varias décadas implantada, y para motores diésel, cuya introducción es relativamente más reciente. 

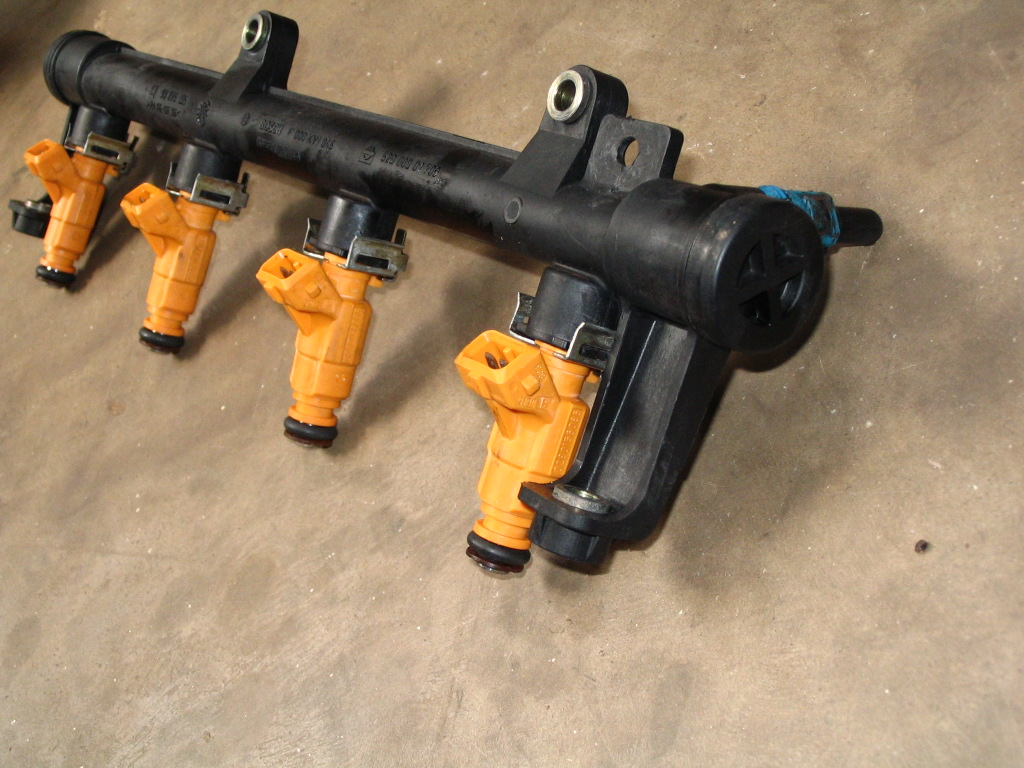
inyectores de inyección de gasolina, con su rampa de alimentación

Se puede subdividir en varios tipos (monopunto, multipunto, secuencial, simultánea) pero básicamente todas se basan en la ayuda de la electrónica para dosificar la inyección del carburante y reducir la emisión de agentes contaminantes a la atmósfera y a la vez optimizar el consumo.
Este sistema ha reemplazado al carburador en los motores de gasolina. Su introducción se debió a un aumento en las exigencias de los organismos de control del medio ambiente para disminuir las emisiones de los motores.
En los motores diésel ha sustituido a la bomba inyectora, con inyectores mecánicos, por una bomba de alta presión con inyectores electrohidráulicos.
Su importancia radica en su mejor capacidad respecto al carburador para dosificar el combustible y dosificar la mezcla aire / combustible, es decir el factor lambda de tal modo que quede muy próxima a la estequiométrica (14,7:1 para la gasolina), es decir factor lambda próximo a 1 lo que garantiza una muy buena combustión con reducción de los porcentajes de gases tóxicos a la atmósfera. La relación estequiométrica es la proporción exacta de aire y combustible que garantiza una combustión completa de todo el combustible. En este caso el factor lambda es igual a 1

## Fundamento
La función de la inyección en los motores de gasolina es:
- Medir el aire del medio ambiente que es aspirado por el motor, controlado por el conductor mediante la válvula de mariposa, en función de la carga motor necesaria en cada caso,  con objeto de adaptar el caudal de combustible a esta medición y conforme al régimen de funcionamiento del motor,
- dosificar mediante inyección la cantidad de combustible requerida por esta cantidad de aire, necesaria para que la combustión sea lo más completa posible, es decir guardando en la medida de lo posible la proporción estequiométrica, dentro de los límites del factor lambda.
- Completar la función de la combustión junto con el Encendido del motor

En los motores diésel, regular la cantidad de gasoil inyectado en función de la carga motor (pedal acelerador), sincronizándolo con el régimen motor y el orden de encendido de los cilindros. En el caso del motor diésel la alimentación de aire no es controlada por el conductor, solo la de combustible.
Consta fundamentalmente de sensores, una unidad electrónica de control y actuadores o accionadores.

## Funcionamiento en inyección gasolina
El funcionamiento se basa en la medición de ciertos parámetros de funcionamiento del motor, como son: el caudal de aire, régimen del motor (estos dos son los más básicos), y son los que determinan la carga  motor, es decir la fuerza necesaria de la combustión para obtener un par motor, es decir una potencia determinada.
Por otra parte hay que suministrar el combustible a unos 2,5 - 3,5 bar a los inyectores, esto se logra con una bomba eléctrica situada a la salida del depósito  o dentro del mismo.
Adicionalmente se toman en cuenta otros datos, como la temperatura del aire y del refrigerante, el estado de carga (sensor MAP) en los motores turboalimentados, posición de la mariposa y cantidad de oxígeno en los gases de escape (sensor EGO o Lambda), entre otros. Estas señales son procesadas por la unidad de control, dando como resultado señales que se transmiten a los actuadores (inyectores) que controlan la inyección de combustible y a otras partes del motor para obtener una combustión mejorada, teniendo siempre en cuenta las proporciones aire/combustible, es decir el factor lambda.
El sensor PAM o MAP  (Presión Absoluta del Múltiple o Colector) indica la presión absoluta del múltiple de admisión y el sensor EGO (Exhaust Gas Oxigen) o "Sonda lambda" la cantidad de oxígeno presente en los gases de combustión.
Este sistema funciona bien si a régimen de funcionamiento constante se mantiene la relación aire / combustible, es decir el factor lambda cercana a la estequiométrica (factor lambda = 1). Esto se puede comprobar con un análisis de los gases de combustión, pero al igual que los sistemas a carburador, debe proveer un funcionamiento suave y sin interrupciones en los distintos regímenes de marcha.
En la actualidad estos sistemas incorporan un sistema de autocontrol o autodiagnóstico que avisa en caso de detectarse algún fallo, y puede llegar a aplicar diferentes niveles de limitaciones (Deratings o De-Ratings) al funcionamiento del motor. Además existe la posibilidad de realizar un diagnóstico externo por medio de aparatos de diagnóstico electrónicos que se conectan a la unidad de control de inyección y revisan todos los parámetros, indicando aquellos valores que estén fuera de rango.
La comprobación de los fallos detectados, llamados "DTC" (Diagnostic Trouble Codes) debe realizarse por personal especializado en estos sistemas, y deben contar con herramientas electrónicas de diagnóstico también especiales para cada tipo de sistema de inyección.
La reparación de estos sistemas se limita al reemplazo de los componentes que han fallado, generalmente los que el diagnóstico electrónico da como defectuosos.
Los sistemas de inyección electrónicos no difieren de los demás, respecto a las normas de seguridad ya que manipula combustible o mezclas explosivas. Lo mismo para el cuidado del medio ambiente, se debe manipular con la precaución de no producir derrames de combustible.

## Funcionamiento en inyección diésel
En este caso la diferencia mayor está en la presión de combustible, la cual puede oscilar entre 400 y 2000 bar, según los requerimientos del motor en cada momento.
Esto se logra con una bomba mecánica de alta presión accionada por el motor.  Por otra parte el control de los inyectores es electrónico, aunque la operación es hidráulica, mediante unas válvulas diferenciales en el interior del inyector. En este caso mucho más que en el motor de gasolina la limpieza del combustible y la ausencia de agua del mismo es esencial. Para ello hay un filtro con separador de agua incluido.
Los datos esenciales para regular el combustible son: el régimen motor (para sincronizarlo con el funcionamiento de las válvulas y generar el orden de inyección requerido por el número de cilindros del motor) y la posición del pedal de acelerador. En los motores diésel, al no haber mariposa, el aire no es regulado por el conductor y por tanto no es medido para esta función, sino para la regulación de un tipo de contaminante (el óxido de nitrógeno NOx).

## Inyectores
Una de las piezas más importantes en el sistema de inyección de combustible es el inyector. Este es el encargado de hacer que el combustible sea introducido en el múltiple (colector) de admisión o dentro del cilindro según sea el caso. En los motores diésel que llevaban inyección mecánica por bomba inyectora en línea,  la apertura del inyector era comandada por una leva y el cierre se hacía mediante un resorte, la carrera de inyección era regulada por una cremallera que se mueve según la posición del regulador de caudal, que depende  del  acelerador y del régimen del motor.
En la actualidad se ha reemplazado el sistema de leva - cremallera y se ha optado por un sistema electrónico para poder abrir más o menos tiempo y con más o menos presión el inyector y así regular la cantidad de combustible que ingresará en el cilindro.
En lugar de ellos se utiliza un solenoide que al hacerle pasar una determinada cantidad de corriente durante un tiempo controlado generará un campo magnético el cual moverá la aguja del inyector. Para regular la cantidad de corriente que se manda al solenoide distintos sensores toman parámetros que son procesados en una central computarizada y ésta es la que calcula la cantidad de corriente eléctrica enviada para poder mantener una relación estequiométrica entre el aire/combustible (aproximada de 14,7 a 1 en motores de gasolina). 
En los motores diésel no hay proporción estequiométrica, siempre se trabaja con exceso de aire (entre 20 a 1 y 50 a 1), por lo que no hay mariposa, y la potencia se regula regulando el caudal, de modo proporcional al pedal acelerador y al régimen.

sección y operación de un inyector de gasolina

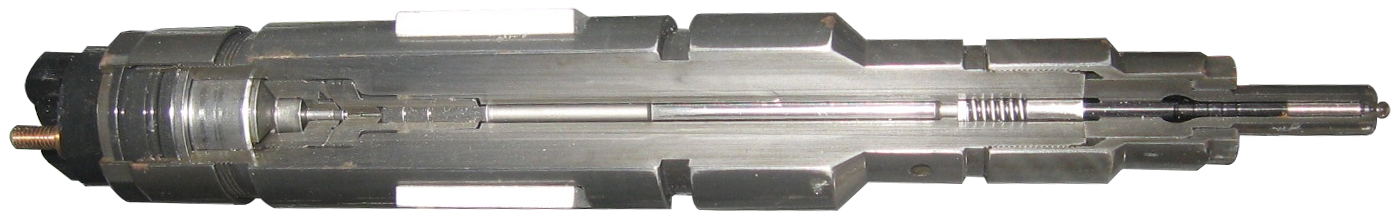
sección de un inyector diesel

- Los parámetros más importantes que se toman para el motor de gasolina son:
  - RPM del motor (para sincronizar con el funcionamiento de los 4 tiempos y el orden de los cilindros)
  - Cantidad de aire que entra al motor (para ajustar la gasolina proporcionalmente a la mezcla estequiométrica)

- Parámetros secundarios :
  - Posición del acelerador, (Para ajustar posiciones de ralentí y plena carga, en que la mezcla es un poco más rica que a estequiométrica, por ej. 13 a 1. Además de esto, para enriquecer temporalmente la mezcla si la aceleración es "nerviosa" por parte del conductor, y para cortar la inyección si el vehículo está rodando, teniendo el conductor el pie levantado, por ejemplo cuesta abajo. Con esto se consigue un ahorro significativo de combustible );
  - Temperatura del líquido refrigerante (para arranque en frío)
  - Composición de los gases de escape mediante la sonda Lambda, entre otros.

- De esta forma se producen los siguientes beneficios:
  - Regular la cantidad de combustible que ingresa al cilindro de forma más precisa,
  - Mantener una relación estequiométrica entre el combustible/aire, no importa si varían factores externos como por ejemplo temperatura del aire o composición del mismo estando a por ejemplo 1500 metros sobre el nivel del mar o en el llano,
  - Mayor ahorro de combustible,
  - Menor contaminación ambiental,
  - Motores con mayor momento par y por tanto potencia, por lo tanto mejores prestaciones, entre otras.